# 디네인

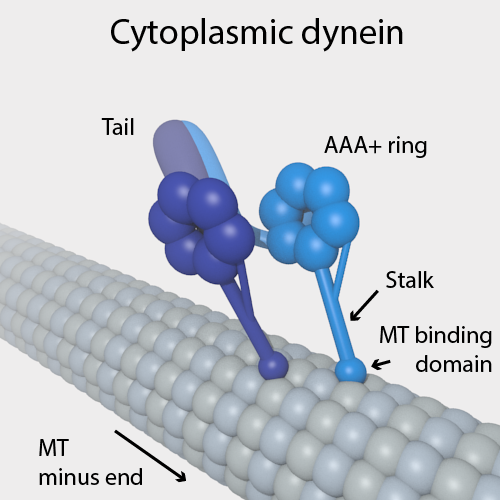
세포질 미세소관의 디네인

디네인(영어: dynein)은 세포의 미세소관을 따라 이동하는 세포골격 운동 단백질의 한 종류이다. 디네인은 ATP에 저장되어 있는 화학 에너지를 운동 에너지로 전환시킨다. 디네인은 다양한 세포 내 물질들을 운반하고 유사 분열에서 중요한 힘과 변위를 제공하며, 진핵세포의 섬모와 편모의 움직임을 유도한다. 이러한 모든 기능은 역행 수송으로 알려진 미세소관의 마이너스(-) 말단으로 이동하는 디네인의 능력에 의존하기 때문에 "(-) 말단 방향 모터"라고 불린다. 대조적으로 대부분의 키네신 운동 단백질은 미세소관의 플러스(+) 말단으로 이동한다.

## 같이 보기
- 키네신
- 운동 단백질